# Maestranza Aérea de Sevilla
La Maestranza Aérea de Sevilla (MAESE) es una instalación militar de mantenimiento y certificación aeronáutica creada en 1926 y vinculada a la aviación militar en España. Actualmente, es una de las tres maestranzas aéreas activas en el país, junto con las de Albacete y Madrid.

## Historia

### Fundaciones y primeros años (1921-1939)
La Maestranza Aérea de Sevilla se fundó en 1921 bajo el nombre de Talleres del Aeródromo de Tablada. Inicialmente, sus operaciones se centraban en el mantenimiento de aeronaves desplegadas en el Protectorado de Marruecos, como el Breguet XIV, empleado para bombardeo y reconocimiento, y el De Havilland DH.4, un avión británico adaptado a las condiciones operativas españolas. La Maestranza ofrecía soporte a estas aeronaves en condiciones adversas, lo que requirió innovaciones en técnicas de reparación.
En 1926, con el nombre de Parque Regional Sur, la Maestranza expandió su infraestructura y adquirió equipo avanzado de ensamblaje y reparación, respondiendo a la creciente importancia de la aviación militar en la España de la Restauración. Durante esta época, la Maestranza comenzó a realizar mantenimiento especializado para una mayor variedad de modelos, consolidándose como un centro fundamental en la logística aérea militar.

### Guerra Civil y consolidación (1939-1950)
Durante la Guerra Civil Española, el Parque Regional Sur proporcionó soporte crucial a aeronaves clave del conflicto, como el Heinkel He 111 y el Savoia-Marchetti SM.79, que fueron usados en bombardeos. En 1940, con la creación del Ejército del Aire, el parque fue renombrado oficialmente como la Maestranza Aérea de Sevilla, ampliando su papel en la recuperación de aeronaves clave como el Messerschmitt Bf 109, caza de la Legión Cóndor, y el Heinkel He 111, cuyo sistema de armamento y motor de doble hélice presentaban complejidades técnicas.

### Expansión y modernización en la posguerra (1950-1960)
En los años 50, la Maestranza asumió el mantenimiento de aeronaves de fabricación nacional como el CASA 2.111, una variante del Heinkel He 111 producida por CASA, y el Hispano Aviación HA-200 Saeta, el primer avión a reacción diseñado en España en colaboración con Willy Messerschmitt. Se implementaron controles de calidad avanzados y tecnologías de diagnóstico para motores a reacción, marcando un hito en la capacidad operativa de la institución.

### Adaptación a la Guerra Fría (1960-1980)
Con la llegada de aeronaves extranjeras avanzadas como el Lockheed C-130 Hércules y el McDonnell Douglas F-4 Phantom II en los años 60 y 70, la Maestranza adaptó sus instalaciones incorporando laboratorios de diagnóstico, metrología y calibración. Estas capacidades permitieron realizar mantenimiento especializado en sistemas de navegación y armamento, consolidando su rol estratégico en el contexto de la Guerra Fría. Se crearon secciones de electrónica avanzada, mejorando la precisión en el ajuste de componentes y sistemas de armas.

### Innovaciones y desarrollo moderno (1980-2024)
En las últimas décadas, la Maestranza ha enfocado sus labores en aeronaves de última generación como el Eurofighter Typhoon, que requiere de tecnologías de diagnóstico avanzadas y un control de calidad riguroso. Además, desempeña un papel crucial en la certificación de aeronavegabilidad en la Base Naval de Rota y colabora con la Fundación Infante de Orleans en la restauración de modelos históricos como el Breguet XIX y el Junkers Ju 52.
Recientemente, se han incorporado tecnologías de inteligencia artificial y digitalización, optimizando el mantenimiento preventivo y reduciendo los tiempos de respuesta. Estas innovaciones posicionan a la Maestranza como un actor clave en la operatividad de la flota militar española, asegurando su capacidad en un entorno global de alta complejidad tecnológica.